# Kalwinizm kontynentalny
Kalwinizm kontynentalny, także: ewangelicyzm reformowany – jeden z historycznych nurtów i tradycji w łonie kalwinizmu, obok szkockiego prezbiterianizmu i kongregacjonalizmu. Wywodzi się z reformacji szwajcarskiej, której przewodził Huldrych Zwingli. Odwołuje się do dziedzictwa teologicznego Henryka Bullingera i Jana Kalwina.
Kościoły odwołujące się do kalwinizmu kontynentalnego określa się jako Kościoły ewangelicko-reformowane lub Kościoły wyznania helweckiego.

## Historia
Kalwinizm kontynentalny rozwinął się w XVI wieku i rozprzestrzenił zarówno w Europie Zachodniej, jak i Środkowej. Idee ewangelicyzmu reformowanego przeniknęły nawet do krajów Wschodniej Europy, gdzie na ziemiach ukraińskich powstał Zakarpacki Kościół Reformowany. Ewangelicyzm reformowany wywarł także wpływ na Johna Knoxa, rozwój reformacji w Szkocji i powstanie nowego nurtu protestantyzmu reformowanego – prezbiterianizmu.
Na ziemiach polskich tradycja ewangelicyzmu reformowanego obecna jest od czasów reformacji. W 1550 r. Jakub Sylwiusz odprawił pierwsze nabożeństwo reformowane w Pińczowie. Polski Kościół Ewangelicki według Słowa Bożego reformowany powstał w 1560 r. Za jego założyciela uznaje się Jana Łaskiego – polskiego reformatora i teologa.

## Doktryna
Do ksiąg symbolicznych kalwinizmu kontynentalnego należą:
- Konfesja gallikańska (1559),
- Trzy formy jedności:
  - Katechizm Heidelberski (1563),
  - Konfesja belgijska (1566),
  - Kanony z Dort (1619),
- Konfesja II helwecka (1566),
- Konfesja sandomierska (1570).

Nie wszystkie z powyższych dokumentów uznawane są przez wszystkie kościoły ewangelicko-reformowane. W Polsce Kościół Ewangelicko-Reformowany przyjął jedynie Konfesję sandomierską i Katechizm heidelberski. Konfederacja Ewangelicznych Kościołów Reformowanych w Polsce akceptuje wszystkie Trzy formy jedności. Niektóre kościoły ewangelicko-reformowane przyjmują także Standardy westminsterskie, należące do symboli prezbiterianizmu.

## Ustrój
Podstawą organizacji kościołów ewangelicko-reformowanych jest ustrój prezbiterialny. W niektórych kościołach został on jednak nieznacznie zmodyfikowany. Pewne kościoły wprowadziły elementy ustroju synodalnego, podczas gdy inne zbliżyły się w kierunku kongregacjonalizmu. Jedynymi na świecie kościołami ewangelicko-reformowanymi, które zachowały urząd biskupa, są Kościół Reformowany Węgier, jego siostrzana wspólnota w Rumunii, wywodzący się z jego tradycji Węgierski Kościół Reformowany w Ameryce oraz polski Kościół Ewangelicko-Reformowany, w którym superintendentowi generalnemu przysługuje tytuł biskupa kościoła.
Jedynym nurtem kalwinizmu, w którym zachowany został ustrój episkopalny oraz ważna sukcesja apostolska, jest Reformowany Kościół Episkopalny. Przyczyny utrzymania episkopalizmu w reformowanym anglikanizmie tkwią w woli pozostania przy nim jako starszej tradycji w chrześcijaństwie i kultywacji dziedzictwa Kościoła Anglii. Nie uznaje się jednak tych elementów za ustanowionych przez Chrystusa i obligatoryjnych dla właściwego funkcjonowania Kościoła chrześcijańskiego.

## Sytuacja w Polsce
Kościół Ewangelicko-Reformowany działa w Polsce od XVI wieku. Obecnie liczy ok. 3500 wiernych, w tym 7 duchownych. Wydaje własne czasopismo Jednota. Na czele kościoła stoi Prezes Konsystorza Paweł Wolski-Brodziński.
Oprócz historycznego Kościoła Ewangelicko-Reformowanego do nurtu kalwinizmu kontynentalnego odwołuje się także Konfederacja Ewangelicznych Kościołów Reformowanych w Polsce. Choć powstała w środowisku amerykańskim, gdzie najsilniejszym nurtem kalwinizmu jest prezbiterianizm, sama nie przyjęła Standardów westminsterskich jako obowiązujących całą denominację, pozostając jedynie przy dziedzictwie reformacji szwajcarskiej i akceptując za obligatoryjne jedynie symbole kontynentalne: Trzy formy jedności, Konfesję genewską oraz wywodzącą się z polskiego Kościoła Ewangelicko-Reformowanego – Konfesję sandomierską.